# Štěpán Mareš
Štěpán Mareš (* 26. června 1972 Třebíč) je český ilustrátor a komiksový kreslíř. Je známý z časopisu Reflex (komiks Zelený Raoul), Lidových novin (komiks Dlouhý nos) a zábavných pořadů na TV Prima (Dementi), ilustrátor řady knih, obalů na CD (např. Tři sestry – Průša se vrací).

## Vzdělání a kariéra
V letech 1984 a 1985 vyhrál výtvarnou soutěž Děti pozor červená, v roce 1989 byl členem stávkového výboru na Gymnáziu Třebíč, kde studoval. Ve svých začátcích ilustroval časopis Zvonek Gymnázia Třebíč.
V letech 1990–1992 kreslil komiksy pro časopisy Kometa, Stadión a Pivní kurýr, v letech 1993–1995 pro Nedělní Blesk a deník Práce, od roku 1995 spolupracuje s časopisem Reflex. V pořadu Dementi se poprvé objevil v roce 2004.

Štěpán Mareš uvádí, že postava Zeleného Raoula vznikla při debatě o náplni časopisu Reflex. Jméno Raoul bylo inspirováno jménem Raoula Schránila, označení zelený proto, že je mimozemšťan. Postava se měla podobat postavičce Muf Supermuf z pořadu Studio Kamarád, kterou vytvořil Stanislav Holý.
Píše si příběh (scénář), který je parafrází Otesánka, pracuje na komiksu Nevadská poušť a s Ondřejem Neffem, který je autorem komiksového scénáře, připravuje další komiks.
Zájem policie vyvolal v roce 2004 jeho plakát v Třebíči, parodující billboardy ČSSD, s fotografií bin Ládina, který to také „myslí upřímně“.
V roce 2006 mu týdeník Mladá fronta plus vypověděl spolupráci, protože se přes „zákaz“ vrátil ke karikaturám tehdejšího premiéra.
V roce 2013 se podílel na založení projektu Toxicards.cz.
V roce 2023 navázal spolupráci s pražskou zoologickou zahradou. 
Na začátku roku 2024 navázal spolupráci se zpravodajským serverem PrahaIN.cz, pro který pravidelně kreslí, nejčastěji se jedná o politickou satiru.

## Nátlak
V rozhovoru pro deník Metro, uveřejněném 17. května 2010, Štěpán Mareš říká, že mu je stále anonymně vyhrožováno, a to včetně výhrůžek fyzickou likvidací. Dostává dopisy elektronickou i klasickou poštou a jednou obdržel dokonce 320 výhrůžných e-mailů za jeden den. V rozhovoru se dále uvádí, že někteří politici usilovali o to, aby vedení Reflexu Mareše propustilo. Některé osobní zkušenosti s politiky popisuje Štěpán Mareš v rozhovoru s Honzou Dědkem.